# کارخانه خودروسازی جبال‌پور
کارخانه خودروسازی جبال‌پور (انگلیسی: Jabalpur Vehicle Factory) شرکت صنایع جنگ‌افزاری هندی است، که در سال ۱۹۶۹ تأسیس شد.